# Luizenmolen
De Luizenmolen of Windmolen van Anderlecht is een staakmolen in de Vlindersstraat te Anderlecht (Brussels Hoofdstedelijk Gewest).
De aanvraag voor de oprichting van de Luizenmolen werd ingediend in 1862. In 1864 werd hij opgetrokken achter de molenaarswoning. Omwille van de bouw van een schuur op die plaats, werd hij verplaatst naar een berm naast de hoevegebouwen. Deze molenberg is thans nog zichtbaar. In 1939 verkocht de familie van de laatste molenaar de sinds 1928 in onbruik geraakte molen aan de gemeente Anderlecht. Tijdens de oorlog, in 1942, werd de molen geklasseerd, wat zijn verval niet belette, zodat hij in 1955 moest worden gesloopt. Dankzij een dynamische ploeg, bezorgd om het plaatselijk erfgoed, werd een kopie (op enigszins verkleinde schaal) van de molen terug opgericht, op een nieuwe molenberg die aangelegd werd op een dertigtal meter van de oorspronkelijke berm. In mei 1999 werd de maalvaardige molen ingehuldigd. In 2007 werd ook deze molen beschermd. Eind 2023 ligt de molen stil wegens dringende herstellingswerken aan de wieken.

## Trivia
- De Luizenmolen komt voor in het album Het Spaanse spook van de stripreeks Suske en Wiske. Het verhaal speelt zich af in 1564, wat dus ongeveer 300 jaar voor de bouw van de molen is. Willy Vandersteen inspireerde zich in 1950 op de molen die in 1955 afgebroken werd, en dus niet op het huidige exemplaar.